# Alternaria alternata
Alternaria alternata is een schimmel die behoort tot de orde Pleosporales van de ascomyceten. De schimmel veroorzaakt bladvlekkenziekte, chlorose en rot. Alternaria alternata heeft 9 tot 11 chromosomen en het genoom is tot 33,6 Mb groot. Alternaria alternata heeft meer dan 380 waardplanten. De schimmel komt zowel in de grond als in de lucht voor. Ook komt de schimmel voor op meel, fruit, groente en textiel, zoals op linnen en tapijten. Verder komt de schimmel vaak voor op wanden in vochtige ruimten.
De schimmel kan ook de bovenste luchtwegen infecteren, astma veroorzaken en bij de mens het immuunsysteem verzwakken.

## Infectie
Op de vlekken van het aangetaste weefsel worden conidia gevormd vanaf het moment dat de vlek zichtbaar wordt tot aan 50 dagen daarna. De conidia komen door regen of een plotselinge verandering van de luchtvochtigheid in de lucht en worden zo verspreid. Een conidium kiemt tijdens dauw op het blad en dringt de plant binnen 12 uur binnen via een huidmondje of met een appressorium door het bladoppervlak.

## Beschrijving
De rechte of gebogen conidiofoor is lichtbruin tot olijfbruin. De conidiofoor, die rechtstreeks uit het substraat steekt, heeft een bossige top met 4 - 8 lange kettingen van aan elkaar zittende conidia. Een secundaire conidiofoor is gewoonlijk kort en eencellig.
De knuppel- tot peervormige of ellipsoïde conidia zijn bleek- tot lichtbruin en hebben aan de top geen of een korte conische snavel. Ze hebben een gladde celwand of een celwand bezet met kleine wratjes. Ze zijn 20–63 × 9–18 µm groot en op een PCA-voedingsbodem 10–30 × 5–12 µm groot (PCA=Plate count agar). De conidia hebben verscheidene in de lengte lopende tussenwanden en tot acht dwarse tussenwanden. Conidia op een PCA-voedingsbodem hebben 1 - 5 in de lengte lopende tussenwanden en 3 - 7 dwarse tussenwanden. De conidiakettingen zijn vaak vertakt met meer dan vijf conidia per ketting. Op een PCA-voedingsbodem bestaan de kettingen uit 5 – 15 conidia en een vertakte ketting heeft tot 50 – 60 conidia.

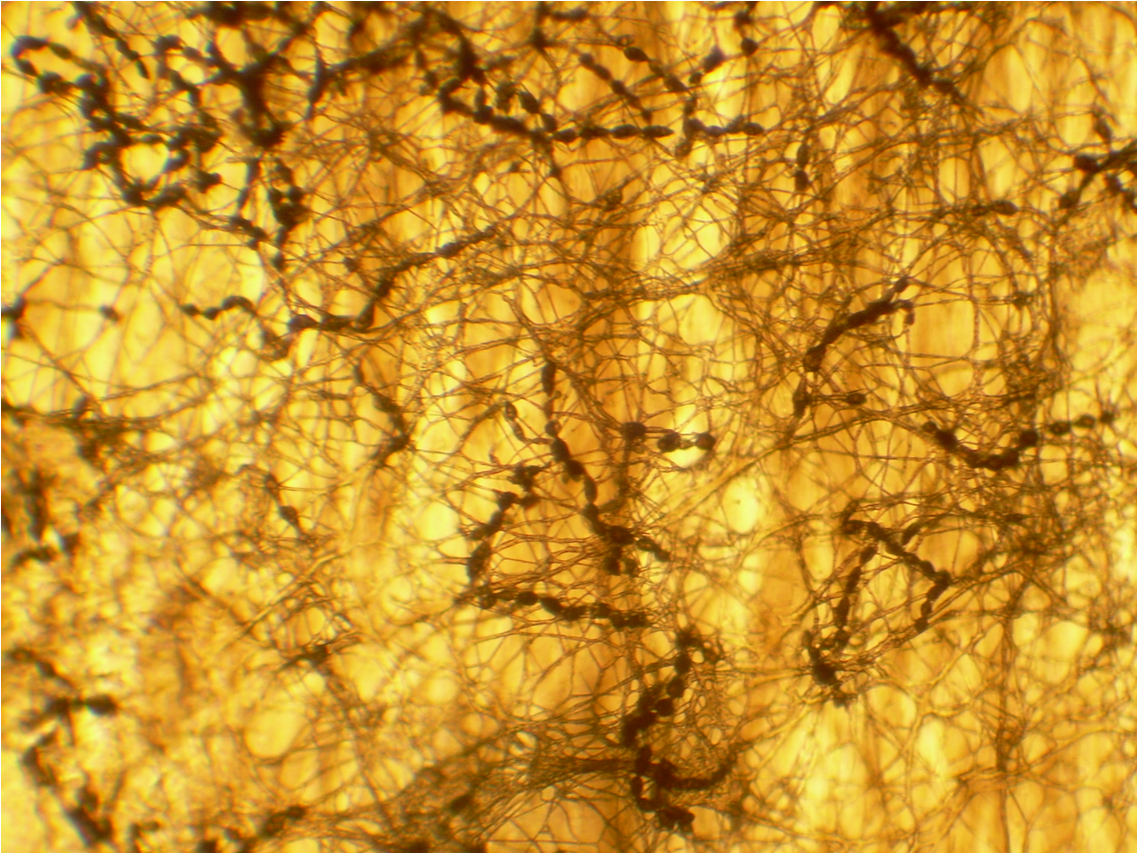
Alternaria alternata conidiën in een ketting
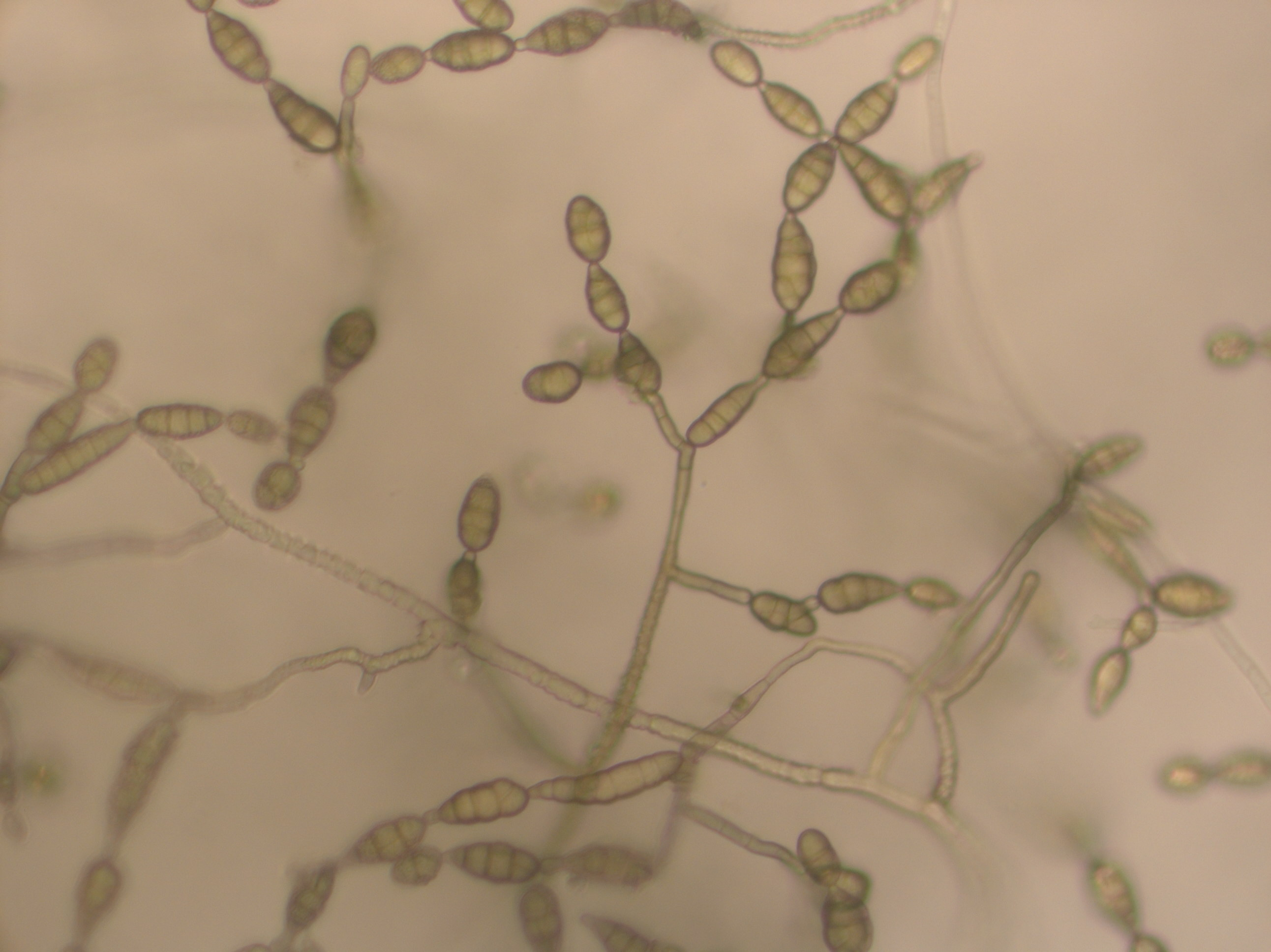
Vertakte conidiofoor
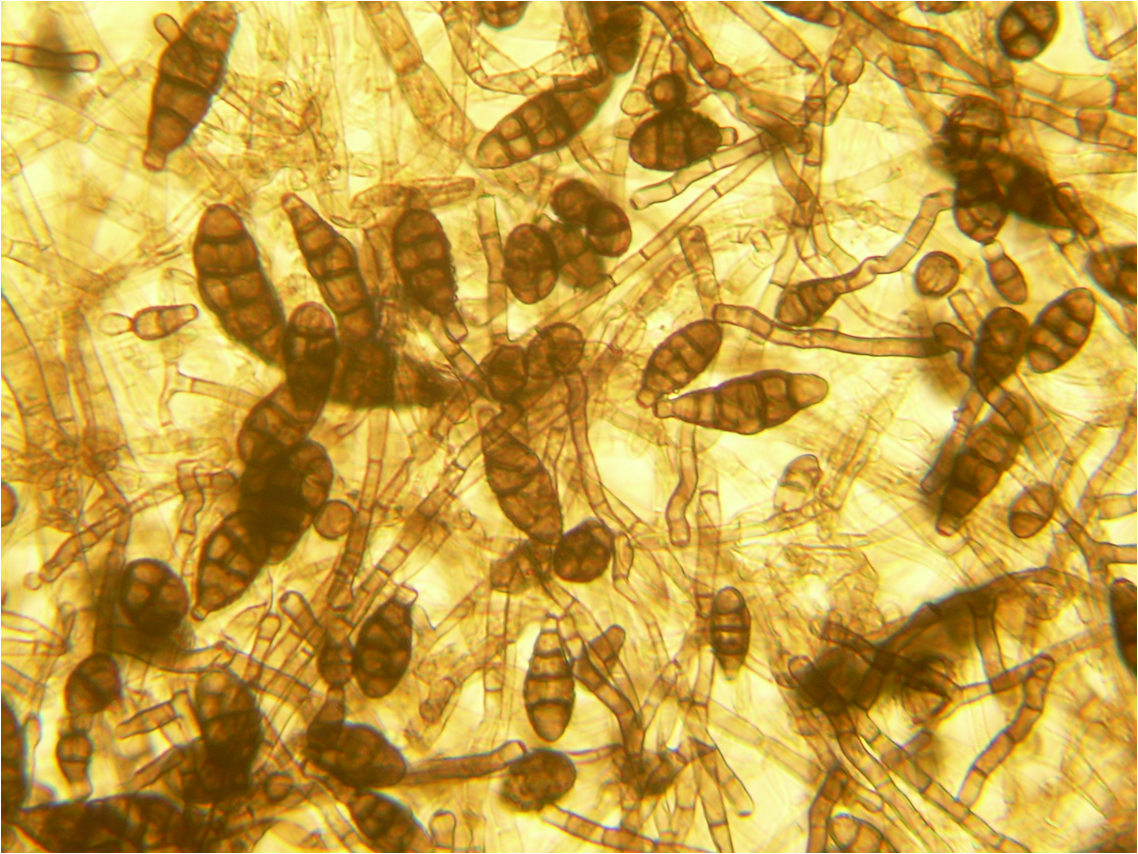
Alternaria alternata conidiën